# U-1224
 U-1224  — немецкая подводная лодка типа IXC/40, времён Второй мировой войны. 
Заказ на постройку субмарины был отдан 25 августа 1941 года. Лодка была заложена 30 ноября 1942 года на верфи судостроительной компании Дойче Верфт АГ, Гамбург, под строительным номером 387, спущена на воду 7 июля 1943 года, 20 октября 1943 года под командованием капитан-лейтенанта Георга Приуса вошла в состав учебной 31-й флотилии. Лодка не совершала боевых походов. 15 февраля 1944 года передана Японии, получила обозначение RO-501. Потоплена 13 мая 1944 года в центральной Атлантике к северо-западу от островов Зелёного Мыса, в районе с координатами 18°08′ с. ш. 33°13′ з. д. глубинными бомбами с американского эскортного эсминца USS Francis M. Robinson. 